# Eduardo Fernando Pereira Gomes
Eduardo Fernando Pereira Gomes, conegut futbolísticament com a Dady (nascut el 13 d'agost de 1981 a Lisboa), és un exfutbolista capverdià-portuguès que jugava com a davanter.